# Eloeophila smithersi
Eloeophila smithersi är en tvåvingeart som först beskrevs av Alexander 1958.  Eloeophila smithersi ingår i släktet Eloeophila och familjen småharkrankar.
Artens utbredningsområde är Zimbabwe. Inga underarter finns listade i Catalogue of Life.